# 러시아의 군주 목록
이것은 러시아의 역사에서 군림한 모든 군주의 목록이다. 노브고로드 공작, 키예프 대공, 블라디미르 대공, 모스크바 공작 및 대공, 전러시아의 차르, 그리고 전러시아의 황제가 이 목록에 속한다. 이 목록은 9세기 중반인 862년 노브고로드의 전설적인 군주인 류리크에서 시작되며,  그리고 1917년에 퇴위하고 1918년에 그의 가족과 함께 처형된 전러시아의 황제 니콜라이 2세로 끝난다.
오늘날 러시아로 알려진 광대한 영토에는 키예프 루스, 모스크바 대공국,  러시아 차르국 및 러시아 제국 등의 군주국들이 존재해왔다. 초기에는 크냐지(공작) 및 벨리키 크냐지(대공)이라는 칭호를 사용하였으나, 이반 뇌제때부터는 왕 또는 황제와 버금가는 칭호인 차르라는 칭호를 사용하였으며, 1721년부터 전러시아의 황제라는 칭호를 사용하면서 황제로서 군림하였다. 1906년 러시아 헌법 59조에 따르면 전러시아의 황제는 군주가 통치한 지역을 대표하는 수십 개의 칭호를 보유하고 있었다.
러시아 정교회의 수장이었던 모스크바 총대주교 또한 때때로 폴란드의 점령 기간과 1610~13년의 중간 기간 동안 정치적 격변의 시기에 러시아의 지도자로 활동했다.

## 노브고로드 공작 (862년 ~ 882년)

### 류리크 왕조
- 류리크 (862년 ~ 879년)
- 올레그 베시 (879년 ~ 882년)

## 키예프 공작(882년 ~ 980년)

### 류리크 왕조
- 올레크 베시 (879년–912년)
- 이고리 류리코비치 (912년–945년)
- 키예프의 올가 (945년–962년)
- 스뱌토슬라프 1세 (962년–972년)
- 야로폴크 1세 (972년–980년)

## 키예프 대공(980년 ~ 1239년)

### 류리크 왕조
- 블라디미르 1세 (980년–1015년)
- 스뱌토폴크 1세 (1015년–1019년)
- 야로슬라프 1세 (1019년–1054년)
- 이자슬라프 1세 (1054년–1073년, 1076년–1078년)
- 스뱌토슬라프 2세 (1073년–1076년)
- 프세볼로트 1세 (1078년–1093년)
- 스뱌토폴크 2세 (1093년–1113년)
- 블라디미르 모노마흐 (1113년–1125년)
- 므스티슬라프 1세 (1125년–1132년)
- 야로폴크 2세 (1132년-1138년)
- 프세볼로트 2세 (1139년-1146년)
- 이고리 2세 (1146년)
- 이자슬라프 2세 (1146년-1149년, 1151년-1154년)
- 유리 돌고루키 (1149년-1151년, 1155년-1157년)
- 뱌체슬라프 1세 (1151년-1154년)
- 로스티슬라프 1세 (1154년, 1158년-1167년)
- 이자슬라프 3세 (1154년-1155년, 1157년-1158년)
- 므스티슬라프 2세 (1167년-1169년, 1170년)
- 글레프 (1169년, 1170년-1171년)
- 블라디미르 3세 (1171년)
- 미할코 유리예비치 (1171년)
- 로만 로스티슬라비치 (1171년-1173년, 1175년-1177년)
- 프세볼로트 3세 (1173년)
- 류리크 2세 (1173년, 1180년-1182년, 1194년-1202년, 1203년-1206년, 1207년-1210년)
- 스뱌토슬라프 3세 (1174년, 1177년-1180년, 1182년-1194년)
- 야로슬라프 2세 이자슬라비치 (1174년-1175년, 1180년)
- 인그바리 (1202년, 1212년-1214년)
- 로만 므스티슬라비치 (1203년-1205년)
- 로스티슬라프 2세 (1205년-1206년)
- 프세볼로트 4세 (1206년-1207년, 1210년-1212년)
- 므스티슬라프 3세 (1214년-1223년)
- 블라디미르 4세 (1223년-1235년)
- 이자슬라프 4세 (1235년-1236년)
- 야로슬라프 2세 프세볼로도비치 (1236년-1238년)
- 미하일 프세볼로도비치 (1238년-1239년)
- 로스티슬라프 므스티슬라비치 (1239년)

## 블라디미르대공(1157년 ~ 1240년)

### 류리크 왕조
- 안드레이 돌고루키 (1157년-1174년)
- 미할코 유리예비치 (1175년-1176년)
- 프세볼로트 3세 (1176년-1212년)
- 유리 2세 (1212년-1216년, 1218년-1238년)
- 콘스탄틴 프세볼로도비치 (1216년-1218년)
- 야로슬라프 2세 프세볼로도비치 (1238년-1246년)
- 스뱌토슬라프 3세 (1246년 ~ 1248년)
- 미하일 호로브리트 (1248년)
- 안드레이 2세 (1249년-1252년)
- 알렉산드르 넵스키 (1252년-1263년)
- 야로슬라프 3세 (1263년-1271년)
- 바실리 야로슬라비치 (1272년-1276년)
- 드미트리 알렉산드로비치 (1276년-1281년, 1283년-1294년)
- 안드레이 3세 (1293년-1304년)
- 미하일 야로슬라비치 (1304년-1318년)
- 유리 3세 (1318년-1322년)
- 드미트리 미하일로비치 (1322년-1326년)
- 알렉산드르 미하일로비치 (1326년-1327년)
- 알렉산드르 3세 바실레예비치 (1327년-1328년)
- 이반 1세 (1328년-1340년)

## 모스크바공작(1283년 - 1325년)

### 류리크 왕조(1283년 - 1325년)
- 제1 대 다닐 알렉산드로비치 (1283년 - 1303년)
- 제2 대 유리 3세 (1303년 - 1325년)

## 모스크바대공(1325년 - 1547년)

### 류리크 왕조(1325년 - 1547년)
- 제3 대 이반 1세 (별칭: 돈주머니의 이반) (1325년 - 1341년)
- 제4 대 시메온 이바노비치 (별칭: 긍지의 시메온) (1341년 - 1353년)
- 제5 대 이반 2세 (별칭: 공정한 이반) (1353년 - 1359년)
- 제6 대 드미트리 돈스코이 (1359년 - 1389년)
- 제7 대 바실리 1세 (1389년 - 1425년)
- 제8 대 바실리 2세 (장님 바실리) (1425년 - 1462년)
- 제9 대 이반 3세 (이반 대공) (1462년 - 1505년) - 몽골로부터 독립을 이뤄낸 대공, 그 뒤  이흐 칸국(대장 칸국)을 멸망시킨 대공
- 제10 대 바실리 3세 (1505년 - 1533년)
- 제11 대 이반 4세 (이반 뇌제) (1533년 - 1547년)

## 전러시아의차르

### 류리크 왕조
- 제11 대 이반 4세 (이반 뇌제) (1547년 - 1584년)
- 임시 시메온 벡불라토비치 (1575년 - 1576년)
- 제12 대 표도르 1세 (1584년 - 1598년) - 그를 마지막으로 류리크 왕조는 단절되었다.

### 동란 시대
- 제13 대 보리스 고두노프 (1598년 - 1605년 4월)
- 제14 대 표도르 2세 (1605년 4월 - 1605년 7월)
- 가짜 드미트리 1세 (1605년 7월 - 1606년 5월) - 표도르 1세의 친동생인 드미트리 2세로 사칭하여 왕위에 올랐다. 처형됨.
- 가짜 드미트리 2세 (1607년 - 1610년) - 투시노에 대립 정부를 세움. 처형됨.
- 제15 대 바실리 4세 (1606년 5월 - 1610년) - 류리크 왕조의 분가인 슈이스키 가문 태생.

#### 차르 궐위 (1610년 - 1613년)
- 제16 대 브와디스와프 4세 바사 (1610년 - 1613년)  1610년에 귀족들에 의해 차르로 추대됨.

### 로마노프 왕조(1613년 - 1721년)
- 제1 대 미하일 1세 (1613년 - 1645년) 1613년 2월 21일 차르로 선출됨.
  - 필라레트 로마노프 (1613년 - 1633년) 미하일 1세와 공동 통치.
- 제2 대 알렉세이 1세 (1645년 - 1676년)
- 제3 대 표도르 3세 (1676년 - 1682년)
- 제4 대 (공동) 이반 5세 (1682년 - 1696년) 표트르 1세와 공동 통치.
- 제5 대 (공동) 표트르 1세 (표트르 대제) (1682년 - 1721년) 1696년까지 형 이반 5세와 공동 통치. 1721년 10월 22일 스스로 '러시아 국민의 황제'로 선언.

## 전러시아의 황제(1721년 - 1917년)

### 로마노프 왕조
| 대수 | 초상 | 이름              | 재위 시작        | 재위 종료        | 제위계승권                                        |
| ---- | ---- | ----------------- | ---------------- | ---------------- | ------------------------------------------------- |
| 1    |      | 표트르 1세 (대제) | 1682년 6월 9일   | 1725년 2월 8일   | 알렉세이 1세의 아들, 표도르 3세와 이반 5세의 동생 |
| 2    |      | 예카테리나 1세    | 1725년 2월 8일   | 1727년 5월 17일  | 표트르 1세의 아내                                 |
| 3    |      | 표트르 2세        | 1727년 5월 17일  | 1730년 1월 30일  | 표트르 1세의 손자                                 |
| 4    |      | 안나 이바노브나   | 1730년 2월 13일  | 1740년 10월 28일 | 표트르 1세의 조카 이반 5세의 딸                   |
| 5    |      | 이반 6세          | 1740년 10월 28일 | 1741년 12월 6일  | 안나 이바노브나의 조카손자                        |
| 6    |      | 옐리자베타        | 1741년 12월 6일  | 1762년 1월 5일   | 표트르 1세의 딸                                   |

### 홀슈타인고토르프로마노프 왕조
| 대수 | 초상 | 이름                  | 재위 시작        | 재위 종료        | 제위계승권                                              |
| ---- | ---- | --------------------- | ---------------- | ---------------- | ------------------------------------------------------- |
| 1    |      | 표트르 3세            | 1762년 1월 5일   | 1762년 7월 9일   | 표트르 1세와 예카테리나 1세의 외손자, 옐리자베타의 조카 |
| 2    |      | 예카테리나 2세 (대제) | 1762년 7월 9일   | 1796년 11월 17일 | 표트르 3세의 아내                                       |
| 3    |      | 파벨 1세              | 1796년 11월 17일 | 1801년 3월 23일  | 표트르 3세와 예카테리나 2세의 아들                      |
| 4    |      | 알렉산드르 1세        | 1801년 3월 23일  | 1825년 12월 1일  | 파벨 1세의 아들                                         |
| 5    |      | 니콜라이 1세          | 1825년 12월 1일  | 1855년 3월 2일   | 알렉산드르 1세의 동생                                   |
| 6    |      | 알렉산드르 2세        | 1855년 3월 2일   | 1881년 3월 13일  | 니콜라이 1세의 아들                                     |
| 7    |      | 알렉산드르 3세        | 1881년 3월 14일  | 1894년 11월 1일  | 알렉산드르 2세의 아들                                   |
| 8    |      | 니콜라이 2세          | 1894년 11월 1일  | 1917년 3월 15일  | 알렉산드르 3세의 아들                                   |
| 임시 |      | 미하일 알렉산드로비치 | 1917년 3월 15일  | 1917년 3월 16일  | 니콜라이 2세의 동생                                     |

## 같이 보기
- 러시아의 군주 배우자